# Microsoft Internet Security and Acceleration Server
Microsoft Internet Security and Acceleration Server (ISA Server) est décrit par Microsoft comme une « passerelle de sécurité périphérique intégrée ». Appelé précédemment Microsoft Proxy Server, ISA est un produit de sécurité  de type pare-feu basé sur  Microsoft Windows conçu initialement pour présenter (publier) sur Internet des serveurs Web et d’autres systèmes serveur de manière sécurisée. Il fournit un système pare-feu au niveau de la couche « application » gérant l’état des sessions (mode dit Stateful), un service d’accès VPN et l’accès Internet pour les ordinateurs clients dans un réseau d’entreprise.
ISA 2000 et 2004 sont aussi fournis  dans les versions  Premium Édition de Microsoft Small Business, et vendus intégrés dans des appareils dit « Appliance » par un certain nombre de vendeurs tierce partie.

## La version actuelle
La version actuelle de ISA Server est ISA 2006, sortie le 17 octobre 2006. ISA 2006 est conçue pour fonctionner sur les plates-formes Windows Server 2003 et Windows Server 2003 R2 (sur Windows 2000 n’est plus supporté par ISA 2006 en tant que plate-forme d’accueil). ISA 2006 est un serveur pare-feu gérant l’état des sessions (StateFull), analysant les paquets jusqu’à la couche « application », les réseaux privés et le cache web (À la fois pour les sites web externes que pour les sites webs internes publiés).
ISA 2006 apporte de nombreuses améliorations par rapport à la version précédente, ISA 2004. Cela inclut le support de l’authentification  par Secure LDAP, (LDAPS) depuis plusieurs fournisseurs LDAPs ou forêts Active Directory, le support intégré de Exchange 2007 (qui a été réintégré dans ISA 2004), le support de la publication de Microsoft SharePoint, l’authentification unique, un tableau croisé pour la traduction des liens, l’équilibrage de charges sur la publication Web (avec affinité basée sur les cookies pour les clusters intégrés NLBS) ainsi qu’un ensemble d’améliorations dans les assistants de configuration tels que l’assistant de connexion d’un bureau distant, de gestion des certificats et de traduction des liens.

## La passerelle applicative intelligente (Intelligent Application Gateway)
Au 1er février 2007, Microsoft a lancé le produit Intelligent Application Gateway appelé IAG 2007. IAG est basé sur la technologie obtenue par l’acquisition de Whale Communications annoncée le 18 mai 2006, et sur ISA 2006. IAG n’est vendu que sous la forme d'appareil « Appliance », et fournit la conformité de point d’accès et la fonctionnalité VPN SSL.

## Les versions

### Microsoft Proxy Server
La gamme de produit « ISA Server »  trouve son origine dans le produit Microsoft Proxy Server. Microsoft Proxy Server v1.0 est sorti initialement en janvier 1997, et était conçu pour fonctionner sur la  plateforme Windows NT 4.0. Proxy Server v1.0 était un produit de base réalisé pour fournir un accès Internet aux clients dans un environnement réseau par TCP/IP. Bien que correctement intégré à la plateforme NT4, Proxy Server v1.0 n’avait que des fonctionnalités de base, et n’a existé qu’en une seule édition. Le support étendu de Proxy Server v1.0 s’est terminé le 31 mars 2002.
Proxy Server v2.0 a été lancé en décembre 1997. Il incluait une meilleure intégration des comptes NT, a amélioré le support de filtrage de paquet et supporté un nombre plus importants de Protocoles réseau. Proxy Server v2.0 est sorti de sa phase de support étendu et atteint sa fin de vie le 31 décembre 2004

### ISA 2000
Le 18 mars 2001, Microsoft a lancé ISA 2000. ISA 2000 a introduit les éditions Standard et Enterprise qu'ISA continue à fournir. La version Enterprise fournit des fonctionnalités comme le Clustering de tolérance de pannes qui n’est pas inclus dans la version Standard. ISA 2000 requiert Windows 2000 (Toute version serveur), et fonctionnera aussi sur Windows Server 2003. En accord avec la stratégie Microsoft de cycle de vie du support, ISA 2000 est le premier produit ISA à profiter des 10 années de support : c'est-à-dire 5 années de support conventionnel et 5 années de support étendu. ISA 2000 a terminé son cycle de vie le 12 avril 2011.

### ISA 2004
ISA Server 2004 est paru le 8 septembre 2004. ISA 2004 introduit le support multi-réseau, la configuration intégrée des réseaux virtuels, les modèles d’authentification extensible des utilisateurs, le pare-feu au niveau de la couche « Application », le support du protocole H323, l’intégration à Active Directory, SecureNAT, la publication de serveur sécurisé et des fonctionnalités améliorées d’administration.
ISA Server 2004 Enterprise Edition intègre le support d’ensembles de serveurs ISA, la tolérance de pannes (NLB) intégrée, et le protocole CARP (Cache Array Routing Protocol). Une des capacities primordiales de ISA Server 2004 a été sa capacité à publier des serveurs Webs sécurisés. Par exemple, des organisations utilisent ISA Server 2004 pour publier leurs services Exchange (C'est-à-dire : OWA, RPC over HTTP, ActiveSync, OMA). En utilisant l’authentification basée sur les formulaires (FBA), ISA Server peut être utilisé pour pré-authentifier les clients web, afin que le trafic des clients non autorisés vers les serveurs publiés ne soit pas permis.
Microsoft Internet Security and Acceleration Server 2004 est disponible en 2 versions, Standard et Enterprise. La version Enterprise contient des fonctions permettant d’activer des stratégies de configuration au niveau d’un ensemble de serveurs ISA, plutôt que sur des serveurs ISA Servers indépendants et de répartir la charge sur plusieurs serveurs ISA. Chaque version de ISA Server nécessite une licence par processeur (La version intégrée dans Windows Small Business Server 2000/3 Premium contient la licence pour 2  processeurs) et a besoin de d’une version Windows Server 2003 Standard (32 bits) ou Enterprise (32 bits) pour son installation. Des appareils de type « Appliance » contenant « Windows 2003 Appliance Edition » et « ISA Server Standard Edition » sont disponibles à partir d’une variété de partenaires Microsoft.

### Historique
| Date | Version                                      |
| ---- | -------------------------------------------- |
| 2006 | ISA Server 2006 (Paru le 6/9/2006)           |
| 2004 | ISA Server 2004 (La version interne est 4.0) |
| 2000 | ISA Server 2000 (La version interne est 3.0) |
| 1997 | Proxy Server 2.0                             |
| 1996 | Proxy Server 1.0                             |